# Antonio Priante
Antonio Priante (Barcelona, 30 de noviembre de 1939) es un traductor y escritor español en lengua española y catalana.

## Biografía
Estudió Derecho (1958-62) en la universidad de Barcelona, donde fue profesor ayudante de Derecho Político (1963-1964). En este último año empezó su trabajo como traductor literario del inglés, francés e italiano. En 1966 entró a trabajar como redactor y traductor en Ediciones Nauta hasta 1973. En 1974 ingresa en la administración pública. Cursó desde 1984 tres años de Filología clásica, carrera que abandonó por la creación de su primera novela; desde entonces ha cultivado la narrativa histórica, el ensayo y el periodismo. 
Ha traducido unas 25 obras en su mayor parte sobre arte e historia. Como narrador ha publicado Lesbia mía (Barcelona: Seix Barral, 1992), con el poeta Catulo como protagonista y, en 1996, La encina de Mario (Ediciones Clásicas) sobre Cicerón. También El silencio de Goethe o La última noche de Arthur Schopenhauer (Cahoba, 2006) y El corzo herido de muerte (2007, Cahoba), novela epistolar, cuyo personaje principal es Mariano José de Larra. Desde 2007 colabora en catalán con el Diari de Sant Cugat, y ha empezado a cultivar el ensayo con Del suicidio considerado como una de las bellas artes (trece vidas ejemplares) (2012).